# Musée Dupuytren
Musée Dupuytren (Dupuytrenovo muzeum) je lékařské muzeum v Paříži. Nachází se v 6. obvodu v ulici Rue de l'École-de-Médecine. Muzeum se specializuje na patologickou anatomii. Muzeum je součástí lékařské fakulty Univerzity Paříž V. Je pojmenováno po francouzském anatomovi a chirurgovi Guillaumovi Dupuytrenovi (1777-1835).

## Historie
Muzeum založil v roce 1835 francouzský lékař Mathieu Orfila (1787-1853) jako součást katedry patologické anatomie lékařské fakulty na Pařížské univerzitě. Guillaume Dupuytren se zasloužil o založení katedry, a proto bylo muzeum pojmenováno na jeho počest. Muzeum bylo umístěno v refektáři kláštera Cordeliers.
V roce 1937 rozhodl tehdejší vedoucí katedry Gustave Roussy (1874-1948) o přenesení muzea do sklepa, což nebylo vhodné umístění. Sbírky byly proto v roce 1967 přeneseny do bývalého pavilonu praktické výuky. Většina sbírek byla umístěna do nových vitrin, část kosterních sbírek přešla do nemocnice Cochin.

## Sbírky
Muzejní sbírky vznikly z různých zdrojů, především Collège royal de chirurgie (Královská chirurgická kolej) a Société anatomique de Paris (Pařížská anatomická společnost) během první čtvrtiny 18. století. Jedná se o voskové nebo glycerinové modely, několik dřevěných soch a samozřejmě o kosterní exponáty, kterých je několik tisíc. Jedná se o celé kostry i části kostí postižených nemocemi, např. fokomelií. Další skupinu exponátů představují nádoby s tkáněmi ve formaldehydu.
Muzeum rovněž vlastní fotografie, které pořídili anatom Jules Dejerine (1849-1917) a neurolog Désiré-Magloire Bourneville (1840-1909).
Součástí muzea je rovněž odborná knihovna zahrnující díla 18. a 19. století týkající se patologické anatomie.